# لورين وود
لورين وود (بالإنجليزية: Lauren Wood)‏ هي ملحنة ومغنية مؤلفة ومغنية أمريكية، ولدت في القرن العشرين في بيتسبرغ في الولايات المتحدة.

## وصلات خارجية
- لورين وود على موقع IMDb (الإنجليزية)
- لورين وود على موقع ميوزك برينز (الإنجليزية)
- لورين وود على موقع أول ميوزيك (الإنجليزية)
- لورين وود على موقع ديسكوغز (الإنجليزية)